# Stùc a’ Chroin
Stùc a’ Chroin (wymowa gaelicka: [ˈs̪t̪uxk ə ˈxɾɔɲ]) – szczyt w Grupie Loch Earn, w Grampianach Zachodnich. Leży w Szkocji, w regionach Perth and Kinross i Stirling. 